# Anne McLaren
Anne Laura Dorinthea McLaren DBE, FRS, FRCOG (Londres, 26 de abril de 1927 — 7 de julho de 2007) foi uma bióloga britânica, pioneira na área de biologia do desenvolvimento. Seu trabalho ajudou a desenvolver a técnica de fertilização in vitro.

## Vida pessoal
Filha de Sir Henry McLaren, Segundo Conde de Aberconway, e de Christabel Mary Melville MacNaghten. Nasceu em Londres e viveu na cidade até o começo da Segunda Guerra Mundial, quando então a família se mudou para sua residência em Bodnant, no norte do País de Gales. Quando criança, ela apareceu na primeira versão para o cinema do livro de H.G. Wells, Daqui a cem anos, de 1936.
Estudou zoologia na Universidade de Oxford, obtendo em seguida um mestrado em artes. Continuou seus estudos na pós-graduação, sobre infestação de ratos por Drosophila, sob orientação de J. B. S. Haldane, na University College London, em 1949. Em seguida sob a orientação de Peter Medawar, estudou genética de coelhos e então vírus neurotrópicos com Kingsley Sanders. Obteve doutorado em 1952 e casou-se com seu colega Donald Michie, em 1952.
Junto do marido, eles trabalharam juntos da University College London, de 1952 a 1955 e em seguida na Royal Veterinary College, estudando a variação no número de vértebras lombares em ratos como resultado do ambiente materno. Algum tempo depois, Anne se dedicaria a estudar a fertilidade de ratos, incluindo hiperestimulação ovariana. Nesta mesma época, nasceram seus filhos Susan Fiona (1955), Jonathan (1957) e Caroline (1959).
Seu casamento, no entanto, terminou em divórcio amigável em 1959, e Anne mudou-se Edimburgo, para trabalhar no Instituto de Genética Animal, para continuar sua pesquisa.

## Carreira e últimos anos
De 1959 a 1977, Anne dedicou-se ao trabalho em Edimburgo, estudando vários tópicos relacionados à fertilidade, desenvolvimento e epigenética, incluindo o desenvolvimento da técnica de transferência embrionária em ratos, imunocontracepção e características esqueléticas em quimeras. Em 1973, ela deixou Edimburgo ao se tornar diretor do Conselho de Pesquisa Médica do Reino Unido, unidade de desenvolvimento de mamíferos, em Londres. Em 1992, ela se aposentou da unidade e se mudou para Cambridge, juntando-se ao Instituto Gurdon no mesmo ano.

## Morte
Anne McLaren morreu em um acidente de carro em 7 de julho de 2007, aos 80 anos, junto do ex-marido, de 83 anos, na rodovia M11, ao norte de Londres, enquanto iam para Cambridge.